# Sabaoth
Sabaoth (též Sabaot, Zebaot apod., v církevní slovanštině Саваоф / Savaof) je přízvisko křesťanského Boha. Vyskytuje se v liturgii v hymnu „Sanctus“ (česky „Svatý“), např. v latinském či staroslověnském textu. V národních jazycích bývá dnes překládán – česky většinou „Bůh zástupů“, slovensky „Boh všetkých svetov“, italsky „Dio degli eserciti“ (tj. „Bůh vojsk“).
Jedná se o původně hebrejské slovo צבאות ceva’ot, plurál od slova צבא cava, „vojsko“, „zástup“. V Starém zákoně se vyskytuje často a jeho výklad je různý:
- nebeské zástupy, kterým Bůh vládne. Původně jiné bohy, kteří jsou Izraelskému Bohu podřízeni, později jeho nebeský dvůr.
- nebeská vojska, se kterými Bůh táhne do boje za svůj lid.
- zástupy Izraele (či jeho vojsk), v jejichž čele Bůh stojí a bojuje.

V každém případě se jedná o staré označení Boha buď jako hlavního boha panteonu (označení – stejně jako mnohá jiná – převzaté z okolních náboženství), nebo evokuje představu Boha bojovníka, dosvědčenou na vícero místech Starého zákona.